# 사에이드 몰라에이
사에이드 몰라에이(페르시아어: سعید ملایی, 몽골어: Саид Моллай 사이드 몰라이, 영어: Saeid Mollaei, 1992년 1월 5일 ~ )는 몽골의 이란 출신 유도 선수이다. 이란 유도 국가대표 출신이며 아제르바이잔 바쿠에서 열린 2018년 세계 유도 선수권 대회에서 남자 -81kg급 금메달을, 인도네시아 자카르타-팔렘방에서 열린 2018년 아시안 게임에서 남자 -81kg급 은메달을 각각 획득했다.
몰라에이는 일본 도쿄에서 열린 2019년 세계 유도 선수권 대회 남자 -81kg급 준결승전 경기에 출전하던 도중에 결승전에서 이스라엘의 유도 선수인 사기 무키와 대결할 가능성이 있다고 판단한 이란 정부로부터 고의적으로 패배하라는 압박을 받았다. 2019년 8월에 독일에서 2년짜리 비자를 받은 몰라에이는 유럽으로 건너간 다음에 이란 정부, 이란 유도 연맹의 행동을 비판하면서 다시는 이란으로 돌아가지 않겠다는 의사를 밝혔다. 몰라에이는 2019년 12월에 몽골로 귀화하면서 몽골 유도 국가대표로 참가했고 2021년에 일본 도쿄에서 열린 2020년 하계 올림픽에서 남자 유도 -81kg급 은메달을 획득했다.

## 경력
몰라에이는 쿠웨이트 쿠웨이트시티에서 열린 2015년 아시아 유도 선수권 대회, 우즈베키스탄 타슈켄트에서 열린 2016년 아시아 유도 선수권 대회에서 남자 -81kg급 동메달을 획득했으며 홍콩에서 열린 2017년 아시아 유도 선수권 대회에서 남자 -81kg급 은메달을 획득했다. 몰라에이는 헝가리 부다페스트에서 열린 2017년 세계 유도 선수권 대회에서 남자 -81kg급 동메달을 획득했고 아제르바이잔 바쿠에서 열린 2018년 세계 선수권 대회에서 남자 -81kg급 금메달을 획득했다.
몰라에이는 브라질 리우데자네이루에서 열린 2016년 하계 올림픽 남자 유도 -81kg급 경기에 출전했으나 러시아의 하산 할무르자예프와의 32강전에서 패배하여 탈락했다. 몰라에이는 인도네시아 자카르타-팔렘방에서 열린 2018년 아시안 게임 남자 유도 -81kg급에서 결승전까지 진출했는데 카자흐스탄의 디다르 함자에게 패배하여 은메달을 획득했다.
몰라에이는 일본 도쿄에서 열린 2019년 세계 유도 선수권 대회 남자 -81kg급 경기에 참가했다. 이 과정에서 이란 당국과 이란 체육부, 이란 유도 연맹, 이란 이슬람 공화국 국가 올림픽 위원회 인사들이 결승전에서 이스라엘의 유도 선수인 사기 무키와 대결할 가능성을 피하기 위해 몰라에이에게 고의적으로 패배할 것을 명령했다. 참고로 이란 정부는 1979년에 일어난 이란 혁명을 계기로 이스라엘을 주권 국가로 인정하지 않기 때문에 이란의 국가대표팀 선수들에게 국제 스포츠 대회에서 이스라엘 출신 선수들과의 대결을 거부하도록 명령하고 있다.
몰라에이는 이란 정부가 이스라엘 출신 선수와의 대결 가능성을 이유로 세계 유도 선수권 대회에서 고의적으로 패배하라는 압박을 받았다는 사실을 폭로하고 비판했다. 이란으로 돌아가는 것을 두려워한 몰라에이는 2019년 8월에 독일에서 2년짜리 비자를 받으면서 유럽으로 건너갔다. 이란 유도 연맹의 이러한 행동은 국제 유도 연맹이 이란 유도 연맹에 무기한 자격 정지 조치를 내리도록 이끌었다. 국제 유도 연맹 징계 위원회는 "이란 유도 연맹의 행위는 국제 유도 연맹의 규정, 적법한 이익, 원칙, 목적에 심각한 위반에 해당된다."고 지적했다. 국제 유도 연맹은 "이란 유도 연맹의 자격 정지 조치는 국제 유도 연맹의 규정을 준수하고 이란의 선수들이 이스라엘의 선수들과 대결한다는 사실을 인정할 때까지 계속될 것이다."라고 밝혔다.
2019년 11월 1일에는 독일 정부가 몰라에이의 망명을 승인했다. 몰라에이는 2019년에 일본 오사카에서 열린 IJF 그랜드 슬램에서 국제 유도 연맹(IJF) 난민 대표팀의 일원으로 출전했다. 무키는 자신의 인스타그램 계정에서 몰라에이가 도쿄 세계 유도 선수권 대회 이후에 처음으로 유도 무대에 돌아와서 오사카에서 열린 국제 유도 대회에 참가한 것을 축하했다. 몰라에이는 이에 대한 보답으로 무키에게 감사의 인사를 전하면서 "나의 가장 친한 친구에게, 항상 그대에게 행운을 빕니다."라고 밝혔다. 몰라에이는 무키와 함께 서 있는 사진을 게재하면서 "이것은 진정한 우정이자 스포츠와 유도가 정치에 승리하는 것임을 뜻합니다."라고 밝혔다.
몰라에이는 2019년 11월 16일에 일본에서 내린 어려운 결정에 대해 장폴 카르테롱 대사로부터 크랜스 몬태나 포럼 금메달을 받았다.  크랜스 몬타나 포럼의 임무는 "더 인간적인 세상을 향하여"이다. 몰라에이는 수상 소감에서 "우리는 더 나은 세상을 만들기 위해, 보다 평등하고, 보다 친근하고, 보다 공정하고 평화로운 세상을 위해 노력해야 합니다."라고 밝혔다.
2019년 12월 1일에는 몽골 유도 연맹 회장을 역임했던 할트마깅 바톨가 몽골 대통령이 몰라에이에게 몽골 시민권을 부여했고 몰라에이도 이에 승낙했다. 몰라에이는 2021년 2월에 열린 IJF 그랑프리에 참가하기 위해 이스라엘 텔아비브에 도착했다. 몰라에이는 헝가리 부다페스트에서 열린 IJF 그랜드 슬램에서 몽골 대표로 출전하여 남자 -81kg급 동메달을 획득했다.
몰라에이는 2021년에 일본 도쿄에서 열린 2020년 하계 올림픽이 열리기 몇 달 전에 이스라엘 유도 국가대표팀 선수들과 함께 이스라엘에서 훈련을 가졌다. 몰라에이는 몽골 대표로 출전하여 남자 유도 -81kg급에서 은메달을 획득했다. 몰라에이는 자신의 은메달을 몽골 국민과 이스라엘에 바친다고 밝혔다.